# Lithobates pueblae
Espèce
Synonymes
- Rana pueblae Zweifel, 1955

Statut de conservation UICN

 CR B1ab(iii,v)+2ab(iii,v) : 
En danger critique
Lithobates pueblae est une espèce d'amphibiens de la famille des Ranidae.

## Répartition
Cette espèce est endémique du Nord de l'État de Puebla au Mexique. Elle n'a pas été revue depuis sa découverte à Huauchinango.

## Étymologie
Cette espèce est nommée en référence au lieu de sa découverte, l'État de Puebla.

## Publication originale
- Zweifel, 1955 : Ecology, distribution, and systematics of frogs of the Rana boylei group. University of California Publications in Zoology, vol. 54, p. 207-292.